# Хазан, Виктор Борисович
Виктор Борисович Хазан  Украинский политик,
Народный депутат Верховной Рады Украины 3-го созыва.

## Биография
Виктор Хазан знает только один язык
Окончил физический факультет Днепропетровского университета (1970) и Коннектикутский университет (1994).
С 1990 года работает в Национальной академии наук Украины; с 1992 года заведующий отделом и член ученого совета Института проблем природопользования и экологии НАН Украины.
С 1997 года глава Днепропетровской областной организации Партии Зелёных Украины.
Президент Общественного объединения «Международный центр экологически постоянного развития, техногенной безопасности и новых технологий» (ЕКОСТАР).
Лауреат премии им. Петровского в области науки, техники и производства (1976).